# Ceratobaeus surdus
Ceratobaeus surdus är en stekelart som beskrevs av Kononova och Pyotr N.Petrov 1997. Ceratobaeus surdus ingår i släktet Ceratobaeus och familjen Scelionidae. Inga underarter finns listade i Catalogue of Life.